# Språkkonsult
En språkkonsult arbetar med svenska språket som kommunikationsexpert. De flesta som titulerar sig som språkkonsult är examinerade språkkonsulter i svenska. 
En examinerad språkkonsult i svenska har gått språkkonsultprogrammet, tidigare språkkonsultlinjen, vid Stockholms universitet, Umeå universitet, Göteborgs universitet eller Lunds universitet. Utbildningen handlar om hur man skriver och talar i olika sammanhang, varför språket varierar och förändras, hur olika medier används och påverkar språket, vad språkbrukare gör med texter och vad texter gör med dem.
Språkkonsultyrket är kvinnodominerat. Upp emot 75 procent av dem som antas till utbildningen är kvinnor.

## Historia
Under 1970-talets demokratidebatt blev det tydligt att politiker och myndighetstjänstemän använde ett språk som skilde sig väsentligt från allmänspråket. Det fick till följd att vanliga människor inte kunde delta i det offentliga samtalet och därmed stängdes ute från möjligheten att påverka. Att komma tillrätta med krångelspråket blev därför en viktig fråga i demokratidebatten. Som ett led i att förbättra och förenkla den offentliga svenskan inrättades 1978 en tvåårig språkkonsultutbildning vid Stockholms universitet. Utbildningen hade då en stark inriktning på myndighetsspråk och kanslisvenska. Allt eftersom har utbildningens inriktning breddats mot att handla om kommunikation och begriplighet i ett vidare perspektiv och den är numera treårig. Sedan år 2006 finns utbildningen även vid Umeå universitet och år 2012 startade programmet vid Göteborgs universitet. Hösten 2013 startade utbildningen även vid Lunds universitet.

## Arbetsuppgifter
En examinerad språkkonsult har en expertkompetens som gör personen väl lämpad för de flesta arbetsuppgifter som kräver hög kompetens inom kommunikation, skrivande och svenska språket. Ofta arbetar en språkkonsult med det skrivna språket, men många har breddat sig även inom muntlig kommunikation. Traditionellt sett har språkkonsulter arbetat med att analysera språket och kommunikationen på en arbetsplats eller i ett sammanhang för att sedan föreslå åtgärder. Sådana åtgärder kan vara att exempelvis
- bearbeta brevmallar
- utbilda företagets medarbetare i skrivande
- ge individuell skrivrådgivning
- granska och bearbeta texter
- ta fram informationsmaterial
- ta fram policy och riktlinjer för företagets skriftliga och muntliga kommunikation.

I de flesta sammanhang där myndigheter arbetar med klarspråk har man anlitat en språkkonsult. Eftersom en examinerad språkkonsult är expert på mottagaranpassning och begriplighet kan yrkeskåren ta sig an och föreslå förbättringar inom alla fackspråk samt skriva lättläst för personer med olika funktionsnedsättningar och läs- och skrivsvårigheter.

## Arbetsmarknad
Språkkonsulter arbetar ofta som textexperter på företag, myndigheter och organisationer. De är anställda som språkvårdare, kommunikatörer, informatörer, teknikdokumentatörer, översättare etc. 
Många språkkonsulter arbetar just som konsulter och utför kortare och längre uppdrag hos myndigheter och företag. De flesta är ensamföretagare, men det växer upp fler och fler språkkonsultbyråer som också anställer språkkonsulter.

## Angränsande yrkesområden
Språkkonsultprogrammets bredd gör att en del examinerade språkkonsulter även arbetar som informatörer, journalister, svensklärare, redaktörer, utredare och kommunikationsexperter. 

## Utbildning
Utbildningen till examinerad språkkonsult är sedan 2006 treårig och ger en fil.kand. i svenska alternativt i svenska med inriktning mot språkkonsultverksamhet. Antagning sker udda år vid Lunds och Stockholms universitet och jämna år vid Umeå och Göteborgs universitet. För att bli antagen till Språkkonsultprogrammet krävs förutom grundläggande behörighet även särskild behörighet, vilket innebär:
- Engelska B med lägst betyg Godkänd/3 (för utbildningen i Lund krävs Områdesbehörighet 6, vilket innebär Engelska B och Samhällskunskap A).
- Godkänt resultat på det skriftliga antagningsprovet. Provet är omfattande och kräver god språkkänsla och texthantering.
- (För inriktningen Språkvård och språkrådgivning i ett engelskspråkigt arbetsliv, vid Göteborgs universitet krävs 60 hp Engelska).

Språkkonsultprogrammet innebär omfattande teori och färdighetsträning i bland annat textanalys, skriftlig och muntlig framställning, språkvård och språkplanering, språkpsykologi, språksociologi, grammatik och kommunikationshistoria.